# امی کلارک
امی کلارک (انگلیسی: Emmy Clarke؛ زادهٔ ۲۵ سپتامبر ۱۹۹۱) یک هنرپیشه اهل ایالات متحده آمریکا است.

## بخشی از فیلمشناسی
از فیلم‌ها یا برنامه‌های تلویزیونی که وی در آن نقش داشته‌است می‌توان به آثار زیر اشاره کرد.
- مانک (۲۰۰۵–۰۹)
- خز (فیلم) (۲۰۰۶)